# جويل ديك
جويل ديك هو لاعب هوكي جليد كندي، ولد في 28 يوليو 1971 في ليثبريدج في كندا.

## وصلات خارجية
- جويل ديك على موقع EliteProspects.com (الإنجليزية)
- جويل ديك على موقع HockeyDB.com (الإنجليزية)